# Mark-graden
 Der er for få eller ingen kildehenvisninger i denne artikel, hvilket er et problem. Du kan hjælpe ved at angive troværdige kilder til de påstande, som fremføres i artiklen.

Mark-graden (eng. Mark Degree, Mark Masonry) er en grad indenfor frimureriet. Graden, dens indhold samt placering i rækkefølgen af frimurergrader, har været diskuteret meget blandt frimurere. 
Hos Storlogen af Danmark gives graden som en fortsættelse af anden grad, således som det tidligere har været praktiseret i Skotland.
I dagens Skotland arbejdes der i graden både hos Grand Lodge of Scotland og Supreme Grand Royal Arch Chapter of Scotland som en selvstændig grad. I England praktiseres graden som en selvstændig loge under Grand Lodge of Mark Master Masons.